# Mega Man X
Pour l'article sur le jeu éponyme, voir Mega Man X (jeu vidéo).
Mega Man X, ou Rockman X au Japon, est la première série dérivée de la franchise Mega Man créée par Capcom. Elle a officiellement débuté avec Mega Man X en 1993 sur la console Super Nintendo.

## Historique de la série
Mega Man X marque le début d'une longue série composée de huit épisodes sur console de salon et deux sur console portable. Les trois premiers jeux sont sortis sur Super Nintendo, y compris sur le territoire européen, tandis que les autres sont parus respectivement sur PlayStation (X4-X6) et PlayStation 2 (X7 et X8). Deux épisodes sont également sortis sur Game Boy Color : Mega Man Xtreme et Xtreme 2.
Plusieurs adaptations ont été produites sur différentes consoles. Par exemple, tous les jeux de Mega Man X à Mega Man X8 (hormis Mega Man X2) ont fait l'objet d'un portage PC et une sortie sur une des consoles PlayStation pour les épisodes X3 à X8.
En 2006, Mega Man X a fait l'objet d'un remake, Mega Man Maverick Hunter X, sur PlayStation Portable. Le jeu original s'est également retrouvé dans la compilation Mega Man X Collection, sortie sur PlayStation 2, GameCube et Xbox, qui regroupe les jeux de X1 à X6.
| Série principale | Console portable                             | Jeux dérivés |
| --- | -------------------------------------------- | --- |
| - Mega Man X - 1993, - Mega Man X2 - 1994, - Mega Man X3 - 1995, - Mega Man X4 - 1997, - Mega Man X5 - 2000, - Mega Man X6 - 2001, - Mega Man X7 - 2003, - Mega Man X8 - 2004, | - Mega Man Xtreme - 2000, - Xtreme 2 - 2001, | - Mega Man X Command Mission - jeu vidéo de rôle, 2004, - Maverick Hunter X - remake, 2005, - Mega Man X Collection - compilation, 2006, - Maverick Hunter - annulé, 2010, - Mega Man X: Legacy Collection - Mega Man X: Legacy Collection 2 - Mega Man X DiVe, |

## Système de jeu
Mega Man X conserve la formule de Mega Man, dans le sens que le joueur doit toujours affronter huit boss dans l'ordre désiré afin de progresser dans le jeu, mais y apporte néanmoins quelques nuances. En revanche, ces conventions ne s'appliquent pas au jeu Mega Man X Command Mission.

### Dash
À l'instar de Mega Man premier du nom, les personnages jouables de la série bénéficient d'un mouvement d'esquive simple et pratique : la charge (dash). En revanche, à la différence de la glissade d'esquive, cette technique s'exécute au moyen d'une simple touche (au lieu de la combinaison de la touche saut et de la flèche du bas). La vitesse procurée par la charge permet également de sauter plus haut et plus loin.

### Wall Kick
En plus de la charge, les personnages jouables peuvent grimper aux parois à l'aide de coups de pied. Cette technique est essentielle pour éviter certaines attaques et avancer dans les niveaux.

### Heart Tank
En récupérant des conteneurs de vitalité en forme de cœur, le joueur peut augmenter la jauge de vie du personnage. Tous les jeux de la série en comptent 8, soit un par niveau.

### Armure
Dans pratiquement tous les jeux de la série, X peut utiliser une armure afin d'augmenter sa résistance aux dégâts et d'améliorer ses aptitudes au combat. Pour ce faire, le joueur doit découvrir des capsules d'amélioration, dans lesquelles un hologramme du professeur Light confiera à X une pièce d'armure.
De X1 à X3, les pièces en question sont indépendantes. Par exemple, une fois que X aura récupéré les jambières améliorées, il pourra aussitôt exécuter une charge (Dash).
Cependant, à partir de X5, les concepteurs de la série ont décidé d'ajouter une nouvelle contrainte à l'utilisation des armures. Par mesure de sécurité, le professeur Light a conçu les différentes pièces des armures de sorte qu'elles ne puissent s'activer qu'une fois l'armure complète. Plusieurs systèmes d'armure sont désormais offerts au joueur. À l'exception de X7, tous les jeux à partir de X5 proposent au moins deux systèmes d'armure aux capacités complètement différentes.
Enfin, depuis X3, tous les jeux de la série proposent également une armure secrète dite ultime (Ultimate). En général, ce type d'armure n'est accessible qu'en terminant une première fois le jeu ou en entrant un code triche, étant donné qu'il procure un avantage incroyable au joueur.

## Mavericks
À la différence des Robot Masters de la série classique, les Mavericks de Mega Man X sont des androïdes zoomorphiques. En outre, alors que les noms des bosses de la série classique se limitaient pour la plupart au nom de l'élément ou de l'objet qui les distinguait, suivi du suffixe Man (ex. : Guts Man, Cut Man…), ceux des Mavericks se composent essentiellement du nom de l'animal qu'ils représentent, précédé d'un qualificatif (ex. : Chill Penguin, Storm Eagle).
Le terme Maverick désigne également, dans l'univers du jeu, un Réploïde au comportement dangereux.